# Dany Boon
Dany Boon, pseudonimo di Daniel Hamidou (Armentières, 26 giugno 1966), è un attore, regista, sceneggiatore e produttore cinematografico francese, vincitore di tre Premi César.

## Biografia
Figlio di padre cabilo, Ahmed Hamidou, e di madre francese, Danièle Ducatel, si è convertito all'ebraismo. Boon è conosciuto internazionalmente per aver scritto, diretto e interpretato il film Giù al Nord (2008), avvalendosi di attori come Kad Merad e Michel Galabru. Nel 2011 ha diretto e interpretato Niente da dichiarare?. Nel 2015 ha affiancato Julie Delpy in Lolo - Giù le mani da mia madre.
Sul set del film Bimboland ha conosciuto l'attrice Judith Godrèche che ha sposato nel 1998 e da cui ha avuto un figlio, Noé (1999). Dopo il divorzio nel 2002, si è risposato un anno dopo con la sceneggiatrice Yael Harris da cui ha avuto tre figli: Eytan (2005), Elia (2006) e Sarah (2010). Ha divorziato da Yael Harris nel novembre 2018, dopo 15 anni di matrimonio.

## Filmografia

### Attore

#### Cinema
- Le grand blanc de Lambaréné, regia di Bassek Ba Kobhio (1995)
- Oui, regia di Alexandre Jardin (1996)
- Le déménagement, regia di Olivier Doran (1997)
- Paroles d'hommes, regia di Philippe Le Dem (1997)
- Amour, travail, santé..., regia di Antoine Lepoivre - cortometraggio (1997)
- Bimboland, regia di Ariel Zeitoun (1998)
- Pédale dure, regia di Gabriel Aghion (2004)
- Le vie de chantier, co-regia con Christian Auxéméry (2004)
- Joyeux Noël - Una verità dimenticata dalla storia (Joyeux Noël), regia di Christian Carion (2005)
- Una top model nel mio letto (La Doublure), regia di Francis Veber (2006)
- La maison du bonheur, regia di Dany Boon (2006)
- Il mio migliore amico (Mon meilleur ami), regia di Patrice Leconte (2006)
- Giù al Nord (Bienvenue chez les Ch'tis), regia di Dany Boon (2008)
- Sarà perché ti amo (De l'autre côté du lit), regia di Pascale Pouzadoux (2008)
- L'esplosivo piano di Bazil (Micmacs à tire-larigot), regia di Jean-Pierre Jeunet (2009)
- Benvenuti al Sud, regia di Luca Miniero (2010) - cameo
- Niente da dichiarare? (Rien à déclarer), regia di Dany Boon (2010)
- Asterix & Obelix al servizio di Sua Maestà (Astérix et Obélix au service de sa majesté) regia di Laurent Tirard (2012)
- Un piano perfetto (Un plan parfait), regia di Pascal Chaumeil (2012)
- Tutta colpa del vulcano (Eyjafjallajökull), regia di Alexandre Coffre (2013)
- Supercondriaco - Ridere fa bene alla salute (Supercondriaque), regia di Dany Boon (2014)
- Lolo - Giù le mani da mia madre (Lolo), regia di Julie Delpy (2015)
- Sono dappertutto (Ils sont partout), regia di Yvan Attal (2016)
- Un tirchio quasi perfetto (Radin!), regia di Fred Cavayé (2016)
- Raid - Una poliziotta fuori di testa (Raid Dingue), regia di Dany Boon (2017)
- Ti ripresento i tuoi (La ch'tite famille), regia di Dany Boon (2018)
- Murder Mystery, regia di Kyle Newacheck (2019)
- Le dindon - Il tacchino (Le dindon), regia di Jalil Lespert (2019)
- Il colpo del leone (Le lion), regia di Ludovic Colbeau-Justin (2020)
- 8 Rue de l'Humanité, regia di Dany Boon (2021)
- A spasso con Madeleine (Driving Madeleine), regia di Christian Carion (2022)
- Mon Crime - La colpevole sono io (Mon Crime), regia di François Ozon (2023)
- Murder Mystery 2, regia di Jeremy Garelick (2023)
- La vie pour de vrai, regia di Dany Boon (2023)
- Il caso Josette (Les chèvres!), regia di Fred Cavayé (2024)

#### Televisione
- Commissario Navarro (Navarro), nell'episodio Coup bas, regia di Marc Angelo - serie TV (1995)

### Doppiatore
- The Magic Roundabout, regia di Dave Borthwick, Jean Duval e Frank Passingham - voce francese (2005)
- Mia et le Migou, regia di Jacques-Remy Girerd (2008)
- Le avventure di Sammy (2010) - voce francese
- Frozen - Il regno di ghiaccio (2013) - voce francese

### Regista
- La vie de chantier, video co-regia con Christian Auxéméry (2004)
- La Maison du bonheur (2006)
- Waïka, video co-regia con Franck Broqua (2006)
- Giù al Nord (Bienvenue chez les Ch'tis) (2008)
- Les chéris d'Anne - film TV (2008)
- Niente da dichiarare? (Rien à déclarer) (2010)
- Supercondriaco - Ridere fa bene alla salute (Supercondriaque) (2014)
- Raid - Una poliziotta fuori di testa (Raid dingue) (2016)
- Ti ripresento i tuoi (La ch'tite famille) (2018)
- 8 Rue de l'Humanité (2021)
- La vie pour de vrai (2023)

### Sceneggiatore
- La vie de chantier, regia di Dany Boon e Christian Auxéméry (2004)
- La maison du bonheur, regia di Dany Boon (2006)
- Giù al Nord (Bienvenue chez les Ch'tis), regia di Dany Boon (2008)
- Niente da dichiarare? (Rien à déclarer), regia di Dany Boon (2010)
- Supercondriaco - Ridere fa bene alla salute (Supercondriaque), regia di Dany Boon (2014)
- Raid - Una poliziotta fuori di testa (Raid dingue), regia di Dany Boon (2016)
- Ti ripresento i tuoi (La ch'tite famille), regia di Dany Boon (2018)
- 8 Rue de l'Humanité, regia di Dany Boon (2021)
- La vie pour de vrai (2023)

### Produttore
- Benvenuti al Sud, regia di Luca Miniero (2010) - produttore esecutivo
- Benvenuti al Nord, regia di Luca Miniero (2012) - produttore esecutivo
- Fleur de Tonnerre, regia di Stéphanie Pillonca (2016) - produttore associato
- Ma famille t'adore déjà, regia di Jérôme Commandeur e Alan Corno (2016)
- Raid - Una poliziotta fuori di testa (Raid dingue), regia di Dany Boon (2016)
- Ti ripresento i tuoi (La ch'tite famille), regia di Dany Boon (2018)
- Il faraone, il selvaggio e la principessa (Le Pharaon, le Sauvage et la Princesse), regia di Michel Ocelot (2022)
- La vie pour de vrai (2023)

## Doppiatori italiani
Nelle versioni in italiano dei suoi film, Dany Boon è stato doppiato da:
- Franco Mannella in Un piano perfetto, Un tirchio quasi perfetto, Raid - Una poliziotta fuori di testa, Ti ripresento i tuoi, 8 Rue de l'Humanité, Il caso Josette
- Stefano Masciarelli in Giù al Nord, L'esplosivo piano di Bazil, Niente da dichiarare?
- Christian Iansante in Sono dappertutto, Murder Mystery, Murder Mystery 2
- Luca Ghignone in Lolo - Giù le mani da mia madre, Il colpo del leone
- Luigi Ferraro in Joyeux Noël - Una verità dimenticata dalla storia
- Oreste Baldini in Il mio migliore amico
- Danilo De Girolamo in Una top model nel mio letto
- Roberto Draghetti in Asterix & Obelix al servizio di Sua Maestà
- Simone Mori in Tutta colpa del vulcano
- Mauro Gravina in Supercondriaco - Ridere fa bene alla salute
- Alessio Cigliano in Mon Crime - La colpevole sono io

Da doppiatore è sostituito da:
- Pietro Ubaldi in Mià e il Migù